# Арбашевский сельсовет
Арбашевский сельсовет — административно-территориальная единица и муниципальное образование в Аскинском районе Республики Башкортостан Российской Федерации.

## История
Законом «О границах, статусе и административных центрах муниципальных образований в Республике Башкортостан» муниципальное образование наделено статусом сельского поселения.

## Население
| 2002 | 2009 | 2010 | 2012 | 2013 | 2014 | 2015 |
| ---- | ---- | ---- | ---- | ---- | ---- | ---- |
| 713  | ↘526 | ↘454 | ↘420 | ↘399 | ↘381 | ↘368 |
| 2016 | 2017 |      |      |      |      |      |
| ↘357 | ↘355 |      |      |      |      |      |

## Состав сельского поселения
| № | Населённый пункт | Тип населённого пункта       | Население |
| - | ---------------- | ---------------------------- | --------- |
| 1 | Арбашево         | село, административный центр | ↘209      |
| 2 | Чишма-Уракаево   | деревня                      | ↘245      |